# 那須氏資
那須 氏資（なす うじすけ）は、室町時代の武将。那須氏（上那須家）13代当主。
那須氏12代当主・那須資之の子として誕生。
正長元年（1428年）8月8日、父・資之が没すると家督を継ぐ。4代鎌倉公方・足利持氏と対立したため、同年8月18日には、結城氏朝と共に黒羽城に拠る。また、氏朝や足利満貞の要請を容認した室町幕府から、越後国・信濃国・駿河国守護の助力を受けた。永享7年（1435年）6月13日には、持氏の命を受けた一色直兼に佐竹義人と共に軍勢を差し向けられている。
享徳3年（1455年）からの享徳の乱では、父の代で分裂した下那須氏の那須資持が古河公方・足利成氏方に与し結城氏と協力して成氏の古河城入城を支援すると、氏資は堀越公方・足利政知方に与し、下野宇都宮氏14代当主・宇都宮等綱に娘を娶わせるなどして対抗した。
下那須氏・那須資持との抗争に明け暮れたが、分裂した那須家の統一は果たせなかった。